# 梁适
梁适（1000年—1070年），字仲贤。宋朝郓州须昌（今东平县州城镇）人。

## 生平
咸平三年（1000年）在山东东平出生。梁固之弟，梁灏第三子，梁适早年以父荫为官，將其父的遺文與自己的文章整理後上獻，宋真宗看後说：“梁灏有子矣！”授秘书省正字。后为开封工曹，知昆山县。徒梧州为官时，停止南汉时的民间折税。
景祐元年(1034年)，梁适考中进士后主管淮阳军，上奏皇帝减少硬派给京东路百姓的丝绸一百三十万。论景祐赦书不当录用朱梁后，宋仁宗记其名，寻召为京师任审刑详议官。
有一次，与同院燕肃申奏何次公一案，皇帝环顾左右说：“次公好象是汉代一个人的字。”燕肃不能回答，梁适说道：“盖宽饶、黄霸都是字次公。”皇帝听了很高兴，问起家世，对梁适更加器重。后来，宰相打算让梁适任提点刑狱，皇帝说：“暂时把他留一留，等谏官一职空缺时，让他补上去。”于是，拜右正言。

林瑀根据皇帝的安排在天章阁为皇帝讲课，梁适上书指出他讲错的地方。又上书说：“夏守赟担任将领却没有功劳，不适合再掌管朝廷机密事项。”正值妻子的父亲任中师执掌权力，梁适为避嫌改任直史馆，修《起居注》。
宝元元年(1038年)，奉命出使陕西，与范仲淹一起向皇帝提出十几条边防要事。回京后改任知制诰，为皇帝起草诏令。宝元二年(1039年)，出任兖州知府，在莱芜铁冶实行以募代役，年产有羡铁百馀万斤。庆历三年(1043年)，任枢密直学士，拜吏部郎中知延州府兼擢陕州巡按御史事。后告归治葬，过京师，得入见，自言前为朋党挤逐，留为翰林学士。
庆历六年，御史交劾之，以侍读学士知澶州，徙秦州。后主管审刑院，擢枢密副使。
皇佑四年（1052年）四月，侬智高举兵反宋，五月破邕州。梁适推荐狄青征伐并获胜，升为参知政事。皇祐1053年~1054年间，梁适官拜中书门下同平章事、为集贤殿大学士。

御史马遵、吴中复极论其贪黩怙权，罢知郑州。京师茶贾负公钱四十万缗，盐铁判官李虞卿案之急，贾惧，与吏为市，内交于适子弟，适出虞卿提点陕西刑狱。及罢，帝即还虞卿三司官职。适复加观文殿大学士、知秦州。后来，边疆羌人为患，梁适备牛、酒说服羌人头领；徙永兴军。
嘉祐三年(1058年)，西夏强占屈野、河西等良田，朝廷命梁适为定国军节度使、并州知府兼鄜延路经略使处理，并收复被夏人占领的土地六百里，划定与夏人的边界。
还，知河阳，领忠武、昭德二镇、检校太师，复为观文殿大学士。以太子太保暨开府仪同三司致仕，晋勋太傅。
熙宁三年(1070年)，卒，年七十。赐司空兼侍中，谥“庄肃”。有孙子梁子美等。

## 家族
- 曾祖：梁惟忠，官至天平军节度判官、累赠比部司郎中，太师，中书令兼尚书令、追封夏国公
- 曾祖母：卫氏，追封商国太夫人
- 祖：梁文度，累赠尚书省右仆射，太师，中书令兼尚书令、追封魏国公
- 祖母：邹氏，追封韩国太夫人
- 父：梁颢，终官右谏议大夫，翰林学士、累赠刑部尚书，太师，中书令兼尚书令、追封周国公
- 母：阎氏，追封唐国太夫人
- 兄：梁固，终官朝奉郎、秘书省著作郎、直史馆、判三司户部勾院、轻车都尉、赐绯鱼袋
- 妻：任氏，封越国夫人
  - 子：梁彦昌，终官朝奉郎、职方司员外郎、通判德顺军、轻车都尉、赐绯鱼袋、赠光禄大夫、特赠太子少师、追封崇国公
    - 孙：梁子骏，终官奉议郎
    - 孙：梁子美，终官宁远军节度使、开府仪同三司、提举西京嵩山崇福宫、封安定郡开国公、赠少保
      - 曾孙：梁严祖，朝散大夫、管勾南京鸿庆宫
      - 曾孙：梁恭祖，太庙斋郎
      - 曾孙：梁昭祖，承事郎、河北路转运使司勾当公事，早卒
      - 曾孙：梁师祖，太庙斋郎，早卒
      - 曾孙：梁扬祖，终官显谟阁学士，兵部侍郎、陞宝文阁学士、提举江州太平兴国宫、赠特进，龙图阁学士
      - 曾孙：梁宣祖，承事郎，先祖
      - 曾孙：梁兴祖，承事郎
      - 曾孙女：梁氏，适朝奉大夫章援
      - 曾孙女：梁氏，适奉议郎范祖义
      - 曾孙女：梁氏，适奉议郎苏遲
      - 曾孙女：梁氏，适范祖义

    - 孙：梁子建，终官太常寺太祝
    - 孙：梁子履，通直郎、签书开德府判官事
    - 孙：梁子博，通直郎、通判兴元府事
    - 孙女：梁氏，适朝奉大夫刘裴
    - 孙女：梁氏，适从事郎田宜

  - 子：梁彦明，都官司郎中
  - 子：梁彦回，终官屯田司郎中
    - 孙：梁子谅，太常寺太祝
    - 孙：梁子雅，太常寺太祝
    - 孙女：梁氏，适光禄寺丞吕延问
    - 孙女：梁氏，适太庙斋郎王凝
    - 孙女：梁氏
    - 孙女：梁氏
    - 孙女：梁氏
    - 孙女：梁氏

  - 子：梁彦通，终官右朝议大夫、上柱国、封保定县开国男
    - 孙：梁子诲，宣义郎
    - 孙：梁子恕，宣德郎
    - 孙：梁子是，曹州司户参军事
    - 孙女：梁氏，适承议郎董正封
    - 孙女：梁氏，适定远令巩焘
    - 孙女：梁氏，适瀛洲防御推官王荛

  - 子：梁彦开，国子监博士
    - 孙：梁子野
      - 曾孙：梁康祖

  - 子：梁彦昇，殿中丞
  - 子：梁彦深，终官中奉大夫、封南阳县开国伯、提举南京鸿庆宫
    - 孙：梁子晋，终官将作监主簿，早卒
    - 孙：梁子罕，终官奉议郎、通判南安军，早卒
    - 孙：梁子约，终官秘书省校书郎，早卒
    - 孙：梁子简，终官奉议郎、主管成都府崇道观，早卒
    - 孙：梁子坦，宣义郎、主管信州上清宫
    - 孙女：梁氏，适尹东美
    - 孙女：梁氏，适中大夫、都水使者孟杨

  - 女：梁氏，适都官司员外郎张竚
  - 女：梁氏，适试秘书省校书郎王佑
  - 女：梁氏，适光禄寺丞程伯孙

## 延伸阅读
[在维基数据编辑]
 《宋史·卷285》，出自脱脱《宋史》